# Vivenzio di Blera

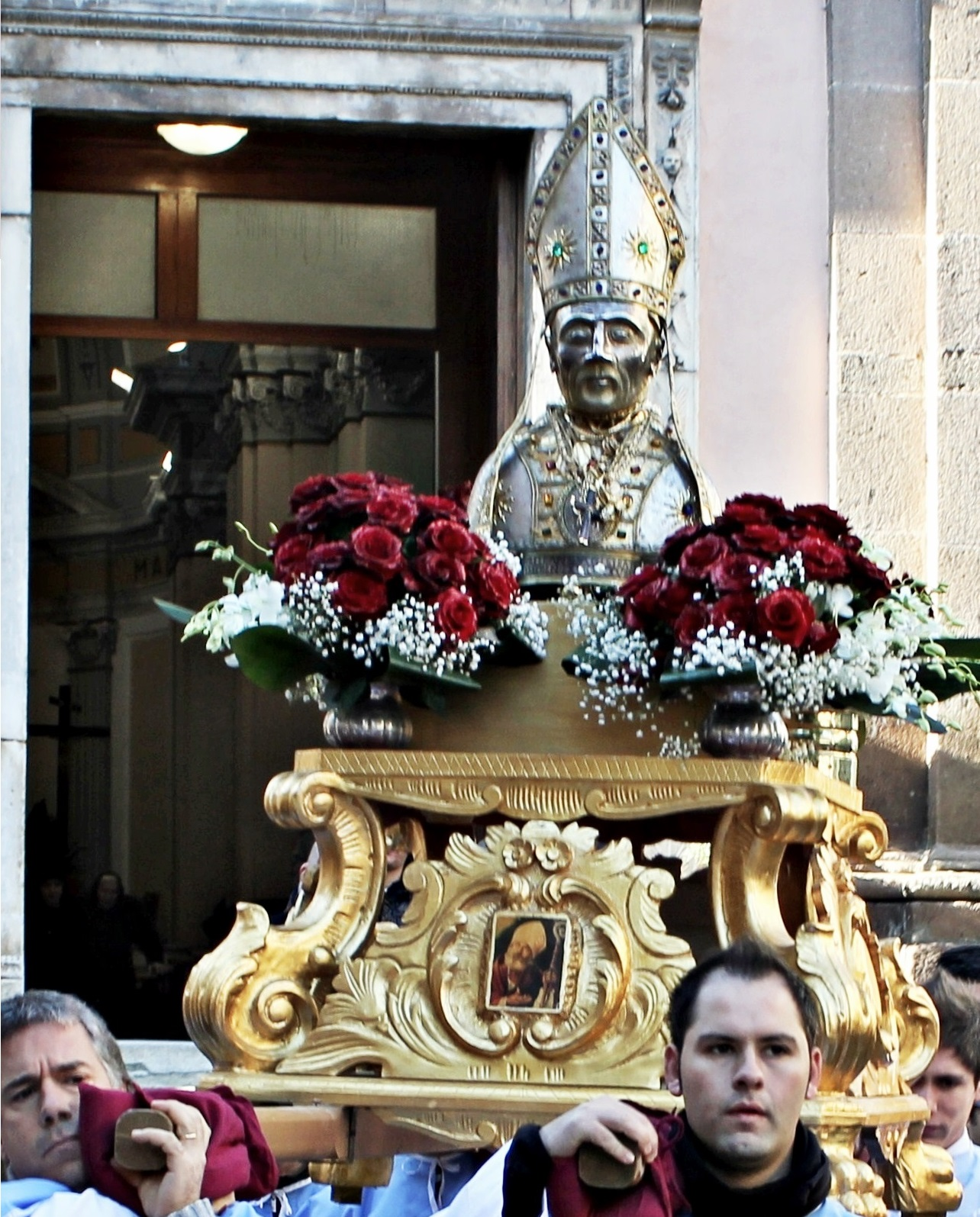
Busto Reliquiario di San Vivenzio durante la processione dell'11 dicembre a Blera (VT)

Vivenzio di Blera (... – Blera, 13 gennaio 484) è stato vescovo di Blera dal 457 al 484; venerato come santo dalla Chiesa cattolica, è patrono della cittadina di Blera. Il suo corpo e le sue reliquie riposano nella cripta a lui dedicata all'interno della chiesa di Santa Maria Assunta in cielo e San Vivenzio di Blera.

## Agiografia
Intorno alla figura di Vivenzio sono fiorite numerose leggende per la grande devozione che i blerani hanno sempre portato per questo santo. Ma nessun documento storico aiuta a ricostruire la sua vita. 
Si sa che era un eremita, che dimorava in una grotta non distante da Blera e che fu forse il primo vescovo della città.
San Vivenzio è il patrono principale di Blera e, secondo una tradizione orale, suo insigne ed amato vescovo dal 457 al 484. Infatti, ad oggi, le ricerche di documenti che potessero attestare storicamente san Vivenzio effettuate da vari studiosi non hanno condotto ad alcuna conferma.
La tradizione orale è invece fortissima; ricca di particolari poetici e suggestivi, tale da resistere attraverso i secoli e giungere fino a noi. La venerazione del Santo patrono è tuttora fortemente sentita e radicata nell'animo dei blerani, che ne celebrano la festa in ben tre occasioni nel corso dell'anno. La celebrazione è fissata per l'11 dicembre, con un prolungamento al giorno 12.
Inoltre, in una serie di documenti di varie epoche si trovano cenni e notizie riguardanti san Vivenzio; andando nello specifico troviamo:
- Documento proveniente dal Liber Pontificalis di Louis Marie Olivier Duchesne, nel quale si accenna al fatto che papa Leone IV, verso l'anno 850, fece dei doni alla chiesa di San Sensia di Blera. Tra questi doni spicca «vestem de fundato unam habentem in medium effigiem…beati praesulis » ("una veste trapunta e ricamata in oro avente nel centro l'effigie del beato presule"). Il dono di papa Leone IV si rivolge al popolo di Blera, che ben doveva conoscere il 'beato presule', senza che ci fosse la necessità di indicarlo per nome. E proprio il fatto che il personaggio non sia nominato spinge a pensare che, con ogni probabilità,  si tratti proprio di san Vivenzio.

- Bolla del papa Sisto IV custodita presso l'Archivio Comunale di Blera, datata 8 novembre 1471 con la quale lo stesso pontefice concede ai Biedani, insieme ad altre cose, l'autorizzazione a vendere grano a Civitavecchia «ut corpus beati Viventii, quod in terra vestra esse dicitis, magis honorari et decorari possit». E in italiano, "affinché col denaro ricavato possa essere maggiormente decorato ed onorato. il corpo del beato Vivenzio, che voi dite trovarsi nella vostra terra". Con il denaro “concesso” da papa Sisto IV, il 17 aprile 1480 venne commissionato a Bartolomeo Russolini e a Giovanni Antonio, artigiani orefici di Viterbo, il busto-reliquiario da tre rappresentanti degli amministratori della Comunità di Blera: Giacomo, il Priore ricordato nell'iscrizione, Angelo Sciamanda detto anche Bevilacqua e Cola di Pietro. Il lavoro venne portato a compimento nello stesso anno. La notizia proviene dal documento di commissione, conservato nell'Archivio notarile di Viterbo (Protocollo 6, Alessio d'Antonio, p. 52). L'opera di gradevole fattura, in argento, argento dorato, rame e pietre dure, misura in altezza 75 cm e in larghezza 47 cm. Sul basamento, a tre lobi, corre, la seguente iscrizione:

- Verbale relativo alla visita apostolica alle varie parrocchie della diocesi di Viterbo, fatta dal vescovo Alfonso Binarino di Rieti nell'anno 1573, conservato nell'Archivio vescovile di Viterbo. Il vescovo visitò Bieda il primo di giugno; nella parte del suddetto verbale dedicata a san Vivenzio, si trova scritto: «Ho visitato anche le reliquie e cioè: il capo di San Vivenzio, vescovo e patrono della città di Bieda, di cui non si conserva documentazione scritta, che onorevolmente viene custodito in una teca d'argento: anche un braccio dello stesso santo parimenti conservato in una teca d'argento, alla quale manca la base di sostegno, e perciò si deve fare, per la conservazione del braccio, una base pure d'argento; in una cassetta di legno ci sono diverse altre reliquie, le cui particolarità risultano scritte nelle rispettive targhette; ma di alcune si ignora la denominazione. Il corpo dello stesso glorioso san Vivenzio, vescovo biedano, viene conservato, come dicono, vicino all'altare sotto la chiesa, in un'altra chiesa sottostante, ed il luogo è oggetto di grandissima venerazione: ma dal momento che del vescovo santo non si ha una documentazione scritta, e molti degli abitanti del luogo raccontano molti fatti ascoltati narrare dai loro avi, che riguardano la vita e la sua morte, per questo motivo è stato mandato al signor Arciprete di esaminare con diligenza tutti coloro che sono a conoscenza di questi fatti e di mettere fedelmente per iscritto tutte le loro dichiarazioni e di inviare la relazione, chiusa e sigillata, all'Illustrissimo e Reverendissimo Vescovo». Il vescovo Binarino non respinge la tradizione orale ed invita l'arciprete don Domenico Collica a mettere per iscritto quello che gli abitanti del posto si tramandano di generazione in generazione. Non sappiamo se l'Arciprete abbia o no scritto questa 'storia' di Vivenzio: se lo ha fatto, di essa non è rimasta traccia. Per avere notizie della tradizione vivenziana, bisogna fare un salto di altri duecentocinquanta anni ed arrivare alla 'Storia di Bieda' di Fedele Alberti dove, capitolo III - libro II, vengono riportate per iscritto le voci della narrazione orale.

## Culto
Il Martirologio di Usuardo lo cita alla data del 13 gennaio e da lì è passato nel Martirologio Romano alla stessa data. 
San Vivenzio è il patrono di Blera e viene festeggiato l'11 dicembre e a lui sono dedicati due pellegrinaggi religiosi con un percorso di 28 km tra andata e ritorno. Il pellegrinaggio si svolge da Blera verso il territorio di Norchia, nel comune di Viterbo, dove si trova la "grotte" in cui san Vivenzio stette in ritiro per un periodo della sua vita. Sopra l'antica "grotte" è stata edificata una piccola chiesa, che ospita le varie messe di omaggio al santo di Blera. Il primo pellegrinaggio si svolge nella giornata di Pasquetta, mentre il secondo la seconda domenica di maggio.

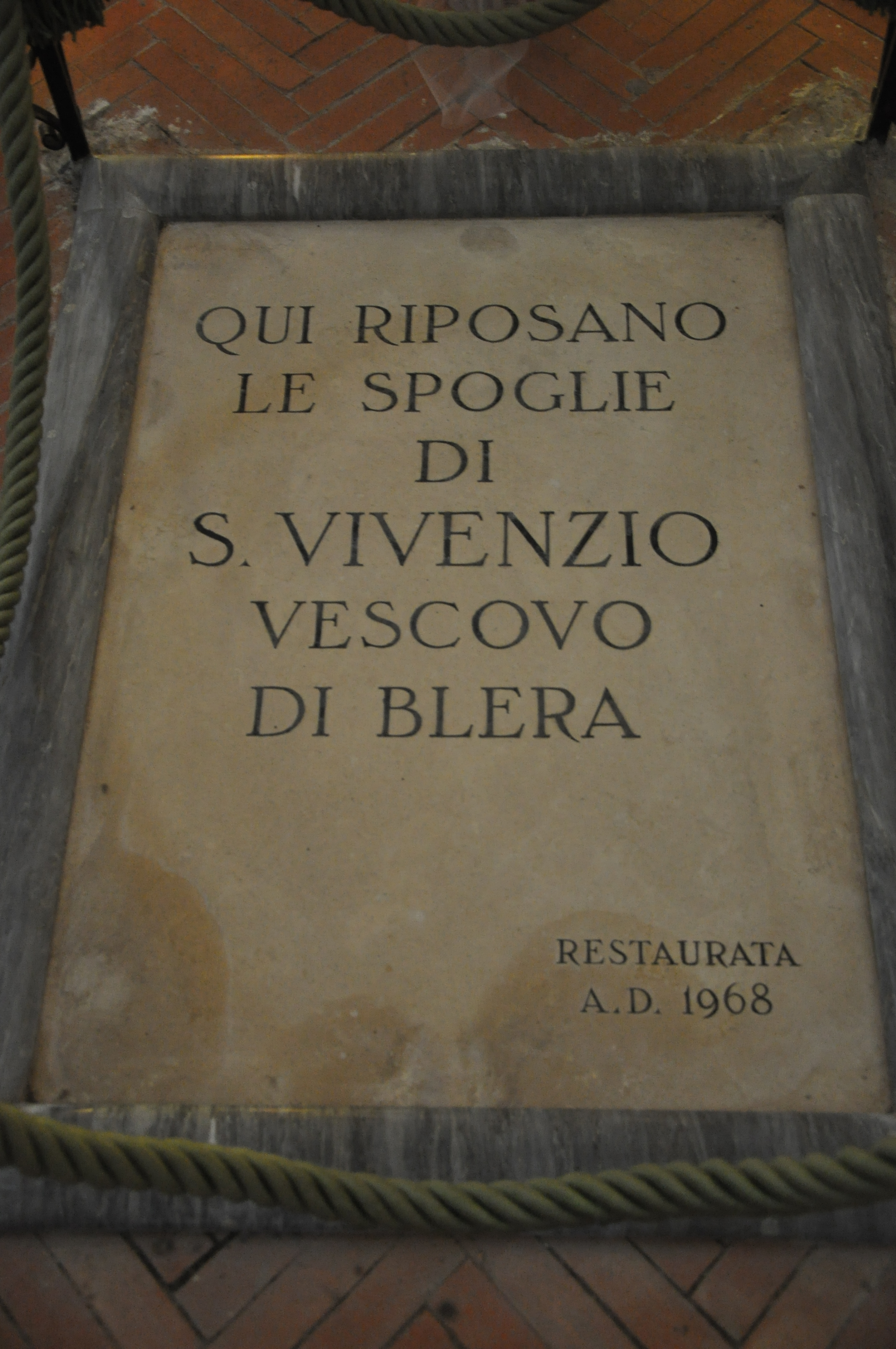
Tomba di San Vivenzio all'interno della cripta a lui dedicata presso la chiesa parrocchiale di Blera.
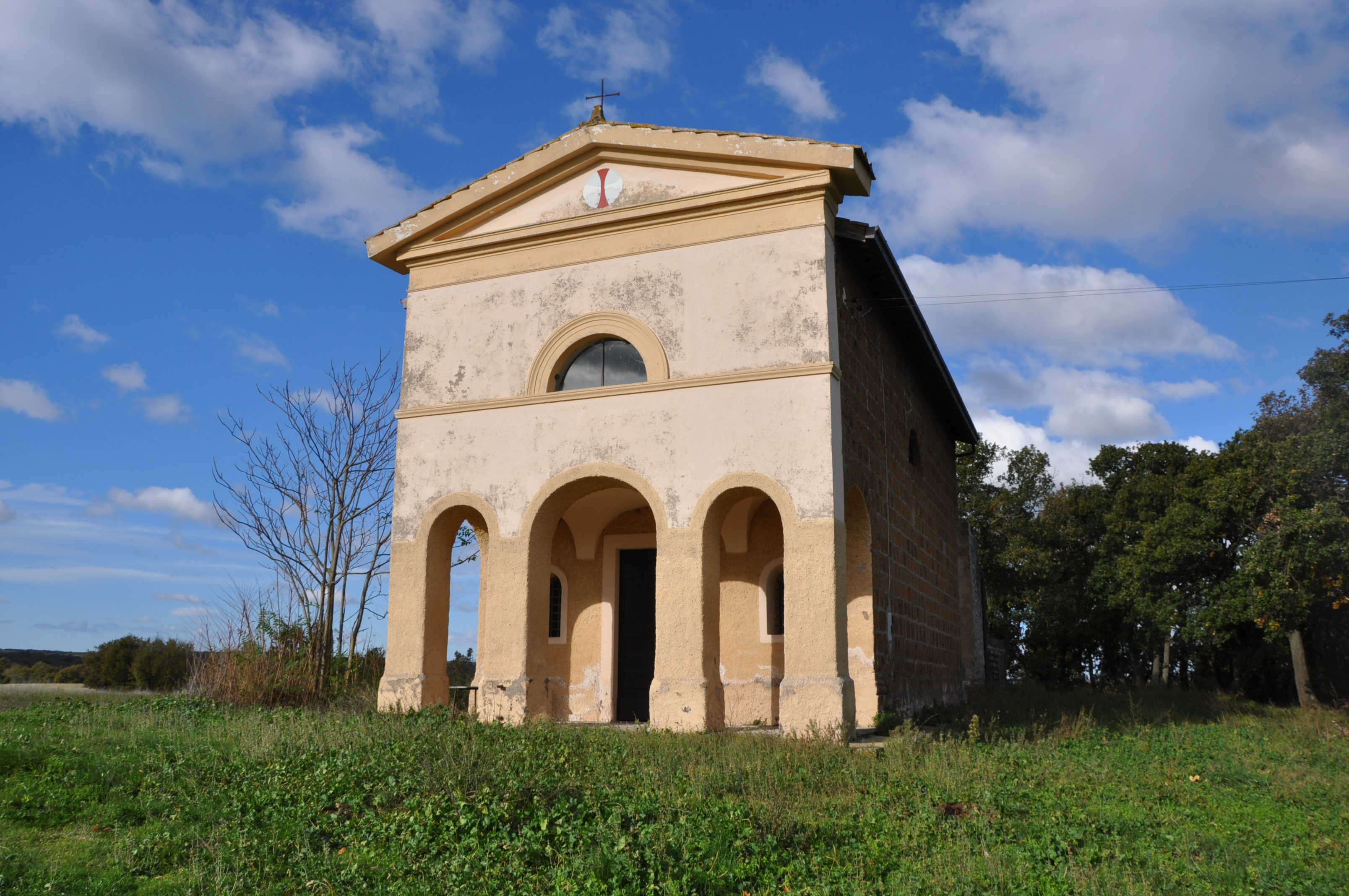
Chiesetta di San Vivenzio - Norchia (Viterbo).
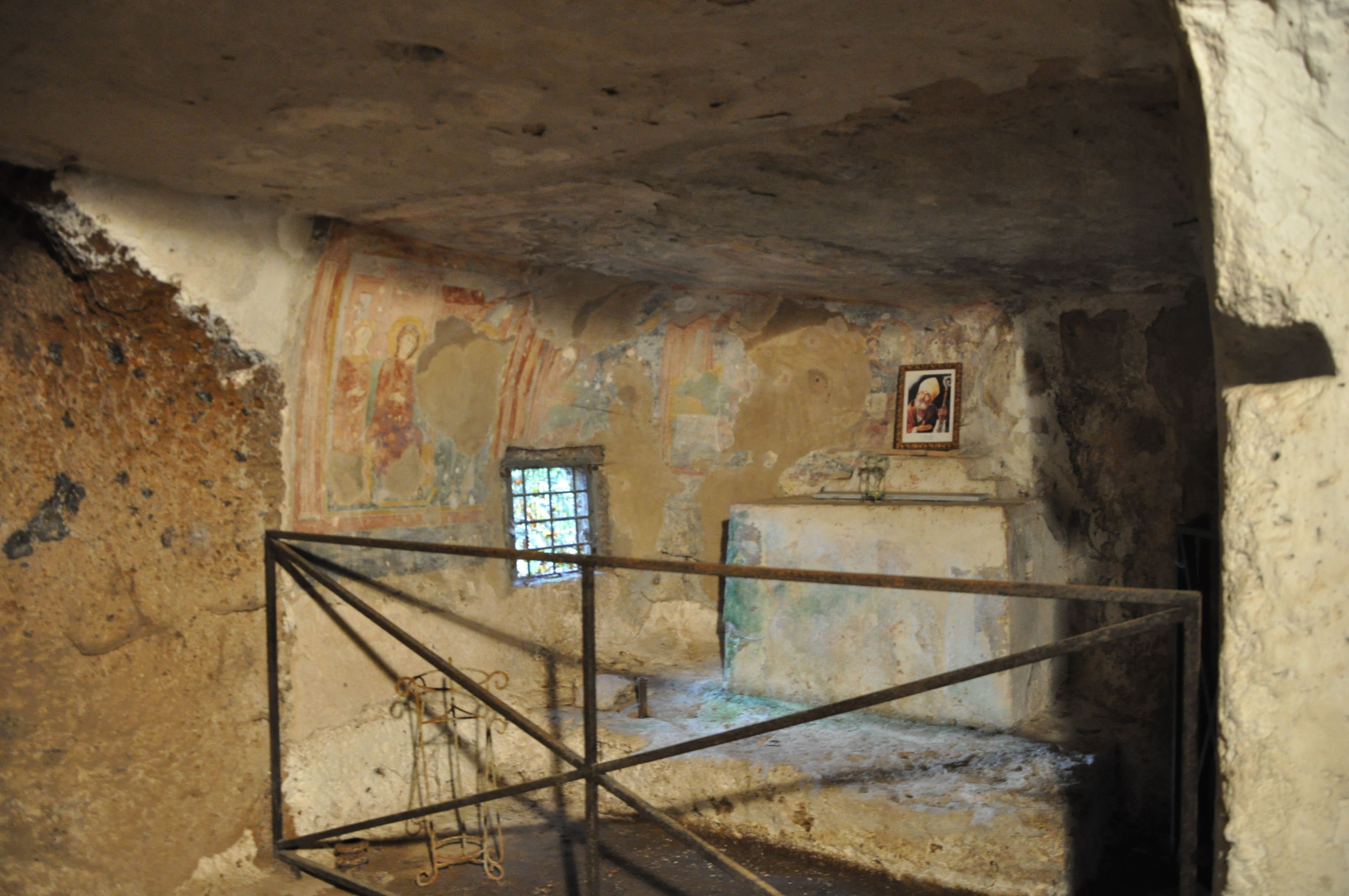
Grotte di San Vivenzio al di sotto della chiesetta a lui dedicata - Norchia (Viterbo).